# ديفيد ويبستر
ديفيد ويبستر هو عالم إنسان وسياسي جنوب أفريقي، ولد في 19 ديسمبر 1945 في لوانشيا في زامبيا، وتوفي في 1 مايو 1989.